# Кодок
Кодок  (англ. Kodok; араб. كودوك; раніше Фашода (англ. Fashoda; араб. فشودة; фр. Fachoda)) — місто в північно-східній частині Південного Судану, адміністративний центр штату Фашода.

## Історія

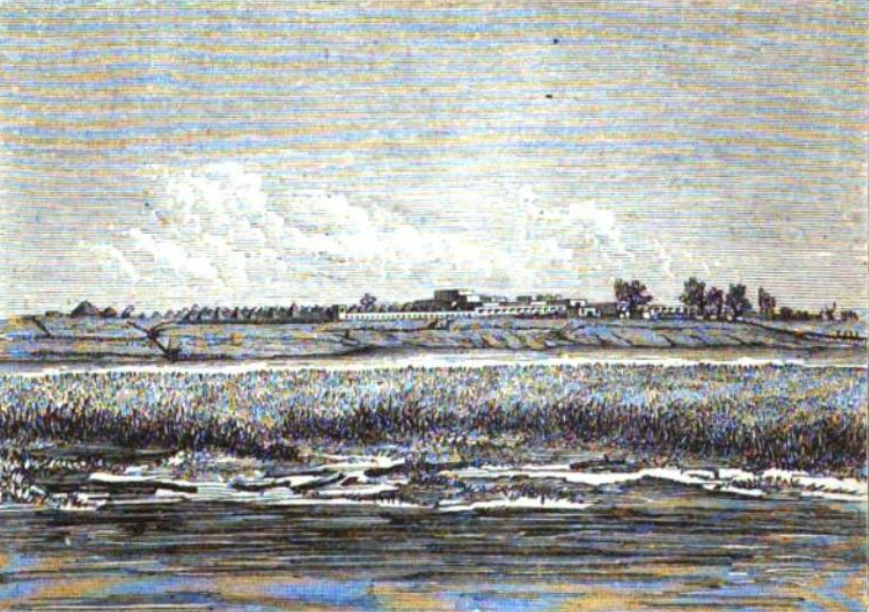
Фашода у 1869

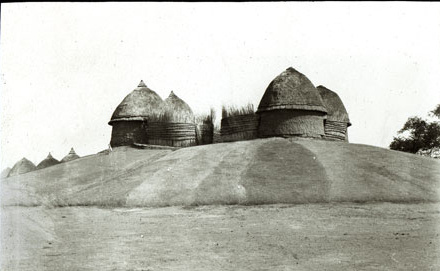
Атурвік, присадибний курган короля шиллуків у Пачодо (Фашода) з чотирма збудованими на вершині хатинами. Фото Чарльза Габріеля Селігмана

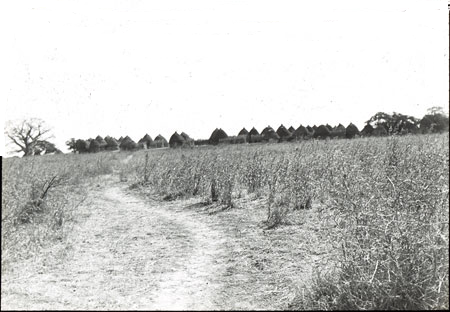
Фотографія Фашоди, зроблена Чарльзом Габріелем Селігманом

Основним чином відомий як місто Фашодського інциденту (1896 рік) між Великою Британією та Францією. Британія намагалася створити твердий і надійний шлях з Південної Африки через Східну Африку до Єгипту, який уже був під британським контролем. Між тим, французи намагалися розширити свій вплив із Західної Африки по південній межі пустелі Сахара, з тим щоб контролювати всі торговельні шляхи через Сахель. Перетин цих ліній був у Фашоді (Кодок), і протистояння між збройними експедиційними силами поставила ці дві країни на грань війни. Результати на користь Великої Британії сприяли стабілізації колоніальних претензій і можливого кінця "боротьби за Африку". Цей інцидент породив так званий «синдром Фашода в французькій зовнішньої політиці». У 1904 році розвиток англо-французького союзу (Антанти) спонукало британське керівництво змінити назву міста на Кодок в надії на знищення в пам'яті цього випадку.
У 1955 році населення Кодока становило  близько 9100. Під час Першої суданської громадянської війни в 1964 році, під час правління Мухаммад Ахмад Махджуба, Кодок став місцем кривавої бійні військових з Хартуму. Подібні вбивства в 1964 і 1965 роках відбулися також в інших містах на півдні Судану.
У 1990-х років, Кодок страждав через серйозний голод і до нього прибуло багато благодійних організацій. У 2004 і 2005 роки, у кінці Другої суданської громадянської війни, багато біженців повернулися в місто.

## Кодок сьогодні
Сьогодні жителі Кодока переважно займаються натуральним сільським господарством, перш за все вирощують просо, розведенням великої рогатої худоби. З середини 1990-х років вони почали продавати гуміарабік, отримані від  акації-сейял (або червоної акації). Час від час трапляються також місцеві суперечки між жителями Кодока і  жителями на південь від Малакаль на Нілу за права на землю і розподілу води.
Кодок сьогодні відчуває значний вплив християнства – тут є  місії євангелістів, католиків, пресвітеріан.